# Refajahkerk
De Refajahkerk is een kerkgebouw aan de Galenuslaan 1 in de Groninger stadswijk Corpus den Hoorn. Het is een strakke zaalkerk met klokkentoren. De kerk werd gebouwd in opdracht van de Gereformeerde Kerken vrijgemaakt en is nu in gebruik bij de Nederlandse Gereformeerde Kerken waarin de vrijgemaakten in 2023 zijn opgegaan. De gemeente van de Refajahkerk telde in 2023 ongeveer 700 leden.

## Geschiedenis
Begin jaren 1960 tussen 1963 en 1964 in opdracht van de gemeente Groningen-Zuid, die daarvoor deels samenkwam in de Zuiderkerk. Het deel van de gemeente dat woonachtig was in de Stadsparkwijk kwam echter samen in een hervormde kapel. Ter vervanging van deze kapel werd dit sobere modernistische kerkgebouw gebouwd naar ontwerp van architect Thomas Wildeboer. Het kerkgebouw werd volledig bekostigd door de gemeente. De naam Refajah betekent "De Here geneest", verwijzend naar de straatnamen in de wijk (waaronder de Galenuslaan), die naar verschillende geneesheren zijn vernoemd. Onder de naam Refajahkerk zijn de Bijbelteksten Exodus 15: 26 en Psalm 103: 3 aangebracht. In de oostwand bevindt zich een dubbel raam van glas-op-glas van kunstenaar Klaas van Dijk, waarvoor de architect zelf financiële steun verleende. Het glas bevat een gestileerde afbeelding van de Bijbel, met daaruit voortvloeiend de 'zegeningen des Heren' (in de vorm van zonnestralen) en een levenstroom (blauw) die leidt naar het Nieuwe Jeruzalem (groen). De kerk had bij de opening 469 zitplaatsen. Dit was aanzienlijk minder dan bijvoorbeeld bij de in 1920 gebouwde gereformeerde Noorderkerk, waar meer dan 1400 mensen de kerkdienst konden bijwonen. Als reden hiervoor werd genoemd dat er ten tijde van de bouw van de Refajahkerk meer predikanten beschikbaar waren dan destijds en dat er daarom een mogelijkheid was voor meer plaatsen waar erediensten gehouden werden. In oktober 1964 werd het kerkgebouw geopend.
In de beginjaren werd de gemeente begeleid op een harmonium. In 1968 werd een pijporgel aangeschaft van de Zwolse firma Van den Berg & Wendt; een grote wens van de in Groningen bekende organist en dirigent Piet Valk, die aan de wieg stond van het Gereformeerd Groninger Mannenkoor. In 1968 werd in de kerk ook de Gereformeerde Huishoudschool opgericht, een voorloper van het Gomarus College. In 1978 vormde de Refajahkerk de locatie van de generale synode van de Vrijgemaakte Kerk. In 1982 werd de eerste Internationale Conferentie van Gereformeerde Kerken (ICRC) gehouden in de kerk, waaraan kerken uit 9 landen deelnamen. In 1984 was het aantal kerkgangers zover teruggelopen van de andere kerk van Groningen-Zuid (Zuiderkerk), dat besloten werd om deze kerk te sluiten, waarop de gemeenteleden daarvan voortaan ook naar de Refajahkerk kwamen.
Vanaf 2007 werd vanwege teruglopende bezoekersaantallen in de Opstandingskerk (Helpman) de middagdienst samen met deze gemeente gehouden in de Refajahkerk. In 2016 werd de gemeente samengevoegd en in 2017 werd de Opstandingskerk gesloten en verkocht.